# مارسل پوربه
مارسل پوربه (فرانسوی: Marcel Pourbaix‎) (۱۶ سپتامبر ۱۹۰۴ – ۲۸ سپتامبر ۱۹۹۸) شیمی‌دان اهل بلژیک بود. او برجسته‌ترین پژوهش‌های خود را در دانشگاه بروکسل  انجام داد و در مورد خوردگی مطالعه کرد. بزرگترین دستاورد او استخراج «پتانسیل-پ هاش» است که غالبا با نام نمودار پوربه شناخته می‌شود. 
نمودار پوربه شامل تمام نیم‌واکنش‌ها و تعادل‌های مهم است و روشی آسان برای خلاصه‌سازی فرایندهای اکسایش-کاهش به‌شمار می‌رود.
نمودارهای پوربه، نمودارهای ترمودینامیکاند که با استفاده از معادله نرنست ساخته شده‌اند و رابطه بین فازهای احتمالی یک سیستم را به تصویر می‌کشند. این رابطه با خطوطی محدود شده‌اند که واکنش‌های بین آنها را نشان می‌دهند. نمودار پوربه را می‌توان بسیار شبیه یک نمودار فازی خواند.
مارسل پوربه در سال ۱۹۶۳، «اطلس تعادل الکتروشیمی» را تدوین کرد که شامل نمودارهای «پتانسیل-پ هاش» برای تمامی عنصرهای شناخته شده در آن زمان است. پوربه و همکارانش از اوایل دهه ۱۹۵۰ شروع به تدوین این اطلس کردند.